# XUnit
In informatica, la famiglia dei code-driven testing frameworks è normalmente conosciuta come xUnit.
Questi frameworks consentono di testare svariate entità (unità) di un sistema software, come funzioni e classi.
Il vantaggio principale dei testing frameworks appartenenti alla famiglia xUnit, è che essi forniscono una soluzione automatizzata senza alcuna necessità di scrivere gli stessi test più volte, e nessuna necessità di ricordare il risultato atteso da parte di ogni test.
Questa tipologia di testing frameworks è basata sull'originale design dell'ingegnere informatico Kent Beck, e la prima implementazione nota è SUnit, basato su Smalltalk.
Al momento sono disponibili testing frameworks per molti altri linguaggi di programmazione, tecnologie e piattaforme di sviluppo, come ad esempio NUnit, JUnit, vbUnit.